# شجرة تعبير ثنائية
شجرة التعبير الثنائية هي شجرة ثنائية ذات نوع خاص تُسخدم في تمثيل العبارات الرياضية، سواء العبارات الجبرية أو المنطقية، كما يمكن أن تمثل هذه الأشجار العبارات المحتوية على عمليات أحادية أو ثنائية.

## بناء شجرة العبارة الثنائية

### مثال
بناء شجرة تعبير ثنائية للعبارة الرياضية: a b + c d e + * *
من اليسار إلى اليمين. يُقرأ الرمز a ثم الرمز b في المكدس ويكون كل منهما عقدة شجرية

تكون المكدس من اليسار إلى اليمين

إنشاء عقد للحروف و و

تُقرأ علامة + في المكدس، وتشكل مع الحرفين الذين سبقاها شجرة تكون فيها هي عقدة أصلية وكل من الحرفين عقدة فرعية.

شجرة عقدتها الأصلية وعقدتاها الفرعيتان و

بعد ذلك، تتم قراءة c ثم d ثم e وتنشأ عقدة شجرية لكل منهم.
تُقرأ علامة + في المكدس، وتشكل مع الحرفين الذين سبقاها (d و e) شجرة جديدة تكون فيها هي عقدة أصلية وكل من الحرفين عقدة فرعية.

شجرة جديدة عقدتها الأصلية وعقدتاها الفرعيتان و

ثم تُقرأ علامة * وتدمج بين الشجرة الأخيرة وحرف c

شجرة جديدة عقدتها الأصلية وعقدتاها الفرعيتان و

وأخيرا تُقرأ علامة * يتم دمج الشجرتين ويظل مؤشر الشجرة النهائية في المكدس.

شجرة جديدة عقدتها الأصلية وعقدتاها الفرعيتان و

## التعبيرات الجبرية

شجرة تعبير ثنائية مكافئة للتعبير الجبري

تمثل شجرة التعبير الثنائية الجبرية تعبيرات تحتوي على أرقام ومتغيرات وعمليات أحادية وثنائية، مثل الضرب والقسمة والجمع والطرح والرفع الأسي والنفي. وتوجد العوامل الحسابية في العقد الداخلية للشجرة، بينما توجد الأرقام والمتغيرات في العقد الورقية. وتحتوي عقد العوامل الثنائية على عقدتين فرعيتين، بينما تحتوي العوامل الأحادية على عقدة فرعية واحدة.

## التعبيرات المنطقية

شجرة تعبير ثنائية مكافئة للتعبير المنطقي

تُمثل العبارات المنطقية بشكل مشابه جدًا للعبارات الجبرية، والفرق الوحيد هو القيم المحددة وعوامل التشغيل المستخدمة.

## أنظر أيضا
- تعبير (الرياضيات)
- حد رياضي
- قواعد خالية من السياق
- شجرة التحليل
- شجرة نحو مجرد